# Macchi M.39
Il Macchi M.39 fu un idrocorsa (idrovolante da corsa) con configurazione "a scarponi", monomotore e monoplano ad ala bassa sviluppato dall'azienda aeronautica italiana Aeronautica Macchi per partecipare alla Coppa Schneider del 1926.

## Storia del progetto
In seguito alla vittoria nell'edizione 1925 della Coppa Schneider, svoltasi a Baltimora, dello statunitense James Doolittle ai comandi del Curtiss R3C-2, ed alla luce delle prestazioni offerte dagli idrocorsa britannici Gloster III e Supermarine S.4, tutti con configurazione a scarponi a differenza dell'italiano Macchi M.33 a scafo centrale, il Ministero dell'aeronautica emise una richiesta, datata 4 febbraio 1926, per un nuovo modello che fosse equipaggiato con il nuovo motore Fiat AS.2 (Aviazione Spinto), un 12 cilindri a V in grado di erogare una potenza pari a 850 CV (625 kW), sviluppato su progetto dell'ingegnere Tranquillo Zerbi.
Allo scopo di soddisfare tale esigenza l'ufficio tecnico dell'Aeronautica Macchi, diretto dall'ingegner Mario Castoldi, decise di abbandonare l'impostazione a scafo centrale a velatura biplana, solo nell'M.33 monoplana, fino ad allora utilizzata nella realizzazione dei propri idrocorsa, per concentrarsi sulla configurazione già adottata dalla concorrenza, un idrovolante con fusoliera convenzionale, abbinata a una struttura a doppio galleggiante e unico piano alare a profilo sottile posizionato basso irrobustito da sottili aste di controvento a V rovesciata.
Soddisfatto dei progetti preliminari, il ministero emise un ordine di fornitura per cinque esemplari, due destinati all'allenamento dei piloti, caratterizzati da un'apertura alare di 10,23 m e dal diverso gruppo motoelica, un Fiat A.22 da 550/600 CV abbinato a un'elica lignea bipala, identificati con la matricola militare M.M.72 e 73, e gli altri tre, gli M.M.74, 75 e 76, in configurazione corsa, equipaggiati con il motore AS.2 dotato di elica bipala metallica e con apertura alare ridotta a 9,26 m.

## Tecnica
Come premesso l'M.39 era un'idrocorsa dall'impostazione, per l'epoca, moderna, innovativo nel panorama sportivo italiano del settore, costruzione mista, legno e metallo, cellula monoplana con gruppo motoelica in configurazione traente e galleggianti "a scarponi".
La fusoliera era realizzata con una struttura interamente lignea, rivestita in compensato e, soltanto nelle sezioni in prossimità del motore, in metallo. Anche l'ala utilizzava lo stesso principio: due longheroni scatolati in abete, sui quali erano inserite le centine alleggerite che supportavano un rivestimento in compensato.
L'ala era rinforzata con una serie di tiranti in acciaio ad alta resistenza, che collegavano gli scarponi con i longheroni e questi ultimi con l'ordinata parafiamma.
L'elica era inizialmente lignea per poi essere trasformata in una interamente metallica con regolazione del passo a terra.
La caratteristica che distingueva questo aereo dai precedenti era sicuramente la presenza di radiatori a sfioramento sul dorso e ventre delle ali e sulla parte anteriore del muso. Questi erano realizzati con dei tubi in ottone di spessore ridotto all'interno dei quali scorreva il liquido di raffreddamento. La costruzione "spartana" dell'aereo testimoniava la sua vocazione velocistica, anche sottolineata dalla ricerca della massima leggerezza.

## Impiego
Il primo M.39 a staccarsi dalla superficie del Lago di Varese, di fronte all'idroscalo della Schiranna di proprietà Macchi, fu l'M.M.72 da allenamento, il 6 luglio 1926, mentre il primo esemplare da competizione volò il successivo 6 settembre, quando già il ciclo di collaudi era iniziato dal 30 agosto con uno dei due esemplari da allenamento con ai comandi Romeo Sartori.
Pur raggiungendo la velocità di 414 km/h nel collaudo del 17 settembre, dalle prove emersero una serie di inconvenienti, sia nel volo, in particolare emersero problemi di manovrabilità, che nella parte tecnica, poiché si riscontrarono difficoltà nella carburazione del motore AS.2; in questo secondo caso si cercò di superare i difetti in loco, anche ricorrendo all'esperienza del pilota collaudatore Mario de Bernardi. Qualche giorno più tardi, il 21 settembre, il 16 secondo diverse fonti, a causa di un imprevisto stallo aerodinamico il capitano Vittorio Centurione Scotto, ai comandi di uno dei due esemplari da allenamento, perse il controllo del velivolo rimanendo ucciso nell'incidente.
Il 13 novembre 1926, i tre M.39 in configurazione gara presero parte all'edizione 1926 della Coppa Schneider, sul circuito di Hampton Roads, nei pressi di Norfolk, Virginia, Stati Uniti d'America. L'M.M.76, condotto dal maggiore de Bernardi e iscritto con il numero di gara 5, riuscì a conquistare la prima posizione alla velocità media di 396,698 km/h, aggiudicandosi così la terza vittoria per l'Italia, troppo tardi però per strappare il trofeo agli avversari, dato che il regolamento prevedeva la sua consegna dopo tre primi posti ma entro le prime cinque edizioni. Nella gara l'M.39 si aggiudicò anche il terzo posto, con l'M.M.74, con numero di gara 1 pilotato da Adriano Bacula, mentre il terzo esemplare, l'M.M.75, numero di gara 3 e affidato ad Arturo Ferrarin dovette ritirarsi per problemi di lubrificazione al motore. In quell'occasione gli avversari statunitensi rivelarono tutto il loro spirito decoubertiniano in quanto, a fronte dell'estrema difficoltà di messa a punto del motore AS.2, fornirono alla squadra italiana alcune candele di propria produzione garantendo così la partecipazione degli M.39 alla gara.
L'M.39 continuò ad essere utilizzato per l'allenamento nel Reparto Sperimentale Alta Velocità, risultando nuovamente fatale ad uno dei suoi piloti quando, il 19 giugno 1927, ai comandi dell'unico esemplare da allenamento rimasto perse la vita il tenente Salvatore Borra.

### Primati
- Vincitore della Coppa Schneider del 12-13 novembre 1926 ai comandi di Mario de Bernardi.[7][8]
- Detentore del primato di velocità raggiungendo ai comandi di Mario de Bernardi i 416 km/h[senza fonte]

## Utilizzatori

### Militari
Italia
- Regia Aeronautica
  - Scuola Alta Velocità, poi
  - Reparto Sperimentale Alta Velocità

## Esemplari sopravvissuti

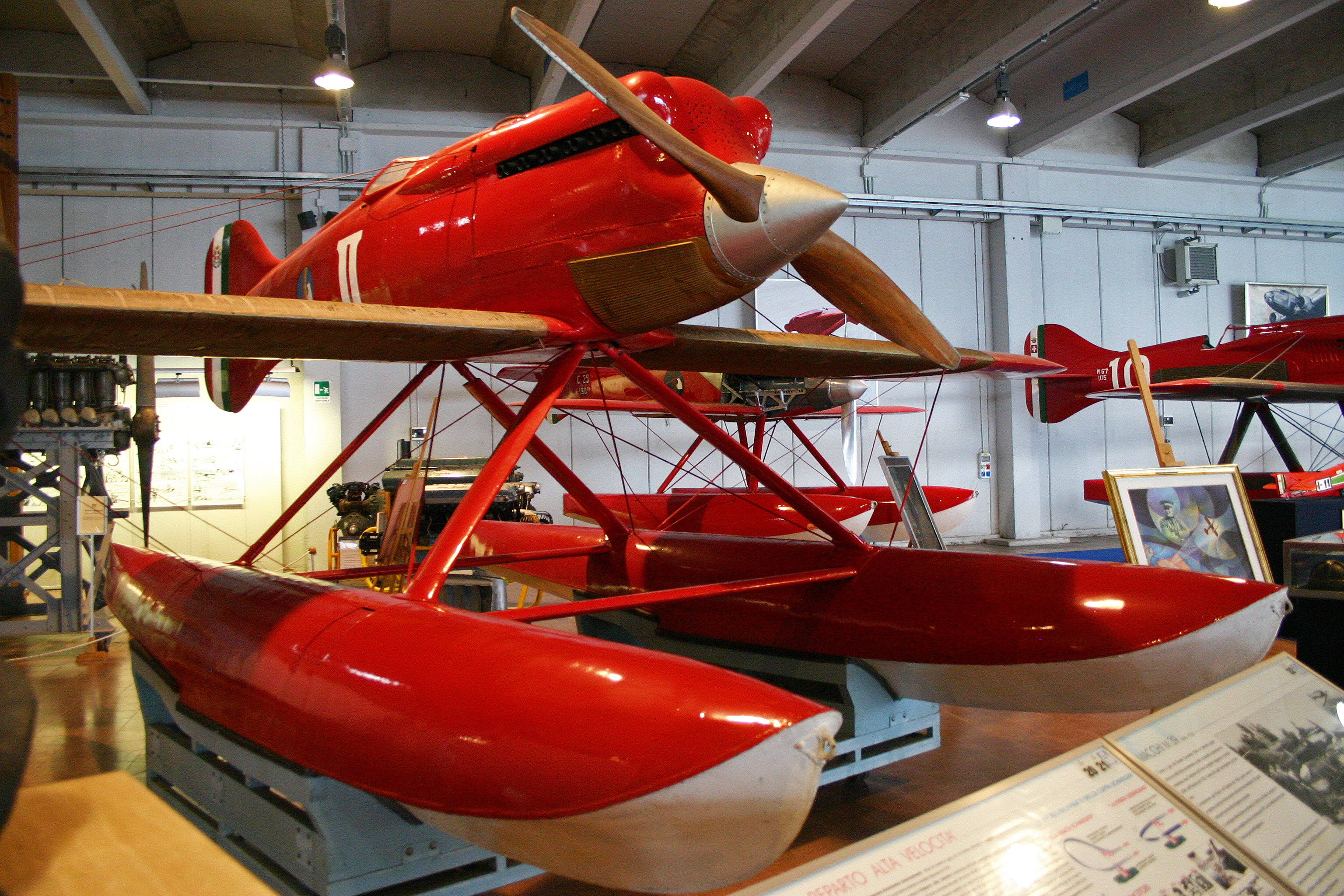
Il Macchi M.39 esposto al Museo storico dell'Aeronautica Militare di Vigna di Valle

Dei cinque esemplari costruiti, i primi due (MM.72-MM.73) furono destinati al collaudo e all'allenamento, mentre gli altri tre (MM.74-MM.75-MM.76) alla gara. L'unico esemplare originale sopravvissuto al mondo (MM.76) è esposto al pubblico nel Padiglione Velo del Museo storico dell'Aeronautica Militare, sul lago di Bracciano (Provincia di Roma), uno dei più importanti musei italiani dell'aviazione.

## Velivoli comparabili
Modelli impiegati nell'edizione 1926 della Coppa Schneider.
 Regno Unito
- Gloster IV
- Short Crusader
- Supermarine S.5

 Stati Uniti
- Curtiss F6C Hawk
- Kirkham-Williams Racer

Sviluppi successivi
- Macchi M.52
- Macchi M.67

### Riviste
- Marco Gueli, Gli idrovolanti da corsa della Macchi, in Storia Militare, n. 268, Parma, Edizioni Storia Militare Srl, gennaio 2016, ISSN 1122-5289 (WC · ACNP).